# 5-ös típusú közepes harckocsi
A 5-ös típusú (五式中戦車 ; Hepburn: Go-shiki chusensha Chi-ri; közismertebb nevén:  Type 5 Chi-Ri) közepes harckocsi. A Csi-Ri volt az egyik utolsó japán harckocsi, amit a második világháborúban terveztek. Lényegében a 4-es típusú Csi-To nehezebb és erősebb változata volt. Tervezésének egyik célja az volt, hogy felülmúlják az M4 Sherman harckocsit, de csupán egyetlen félig kész prototípus épült a háború végére.

## Tervezés

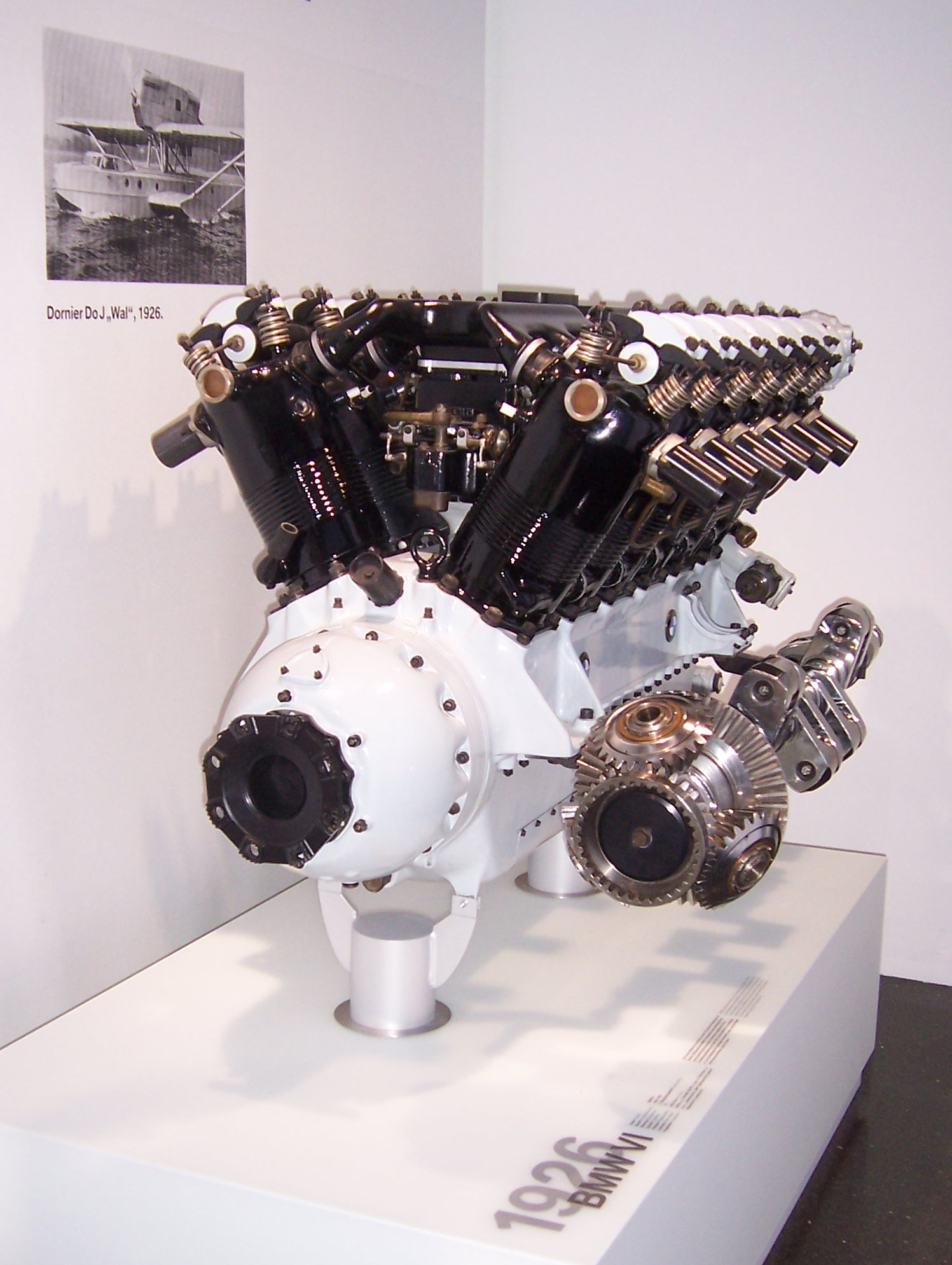
A BMW VI-os repülőgépmotor. Ennek a motornak a japánok által módosított verziója került be a Csi-Ri-be

1942 szeptemberében kezdték tervezni a típust, de fejlesztése lassan haladt. A prototípus építését 1945 májusában hirtelen hagyták abba. Erre azért volt szükség, mert több erőforrást kellett elkülöníteni a Csi-To-hoz ami fejlesztési szempontból közelebb állt a sorozatgyártáshoz valamint azért is mert kisebb és könnyebben gyárthatónak bizonyult. Ezen kívül még japán sok fegyvert fejlesztett a háború végnapjaiban is és ezekhez is kellett nyersanyag és munkaerő. A Csi-Rit később be akarták fejezni, de ekkor már szinte semmilyen forrás nem állt a japánok rendelkezésére ehhez.
A Csi-Ri a Csi-To meghosszabbított alvázát kapta. Eggyel több futógörgője volt az elődjéhez képest oldalanként nyolc darab. A láncmeghajtó kerék előre került és felfüggesztése a legtöbb japán tankhoz hasonlóan spirális volt. Páncélzata a Csi-To-hoz képest nem sokat változott. Elöl 75 mm-es hegesztett acéllemezeket kapott, ami által védettsége hatékonynak bizonyult volna. Eredetileg a Csi-Ri is egy Mitsubishi által gyártott dízelmotort kapott volna ám a számítások alapján ez az erőforrás nem felelt volna meg a követelményeknek mivel nem volt elég nagy a teljesítménye. Ezért ezt egy 800 lóerős V12-es Kawasaki 98-as típusú benzinmotorral helyettesítették. Ennek a motornak az alapja eredetileg a BMW VI-os repülőgépmotor volt, amit a Kawasakinál licencben gyártottak. A motoron átalakításokat kellett végezni, hogy be lehessen építeni a tankba. Ha-9-IIb típusjelzéssel el is készítették, de az átalakítások miatt a teljesítménye 550 lóerőre csökkent viszont még így is elegendő volt ahhoz, hogy a harckocsinak megfelelő mozgékonyságot biztosítson.  A tankot eredetileg ugyanazzal a 75 mm-es 5-ös típusú löveggel akarták felszerelni, mint a Csi-To-t azonban a tervek szerint építeni akartak egy módosított tornyú változatot is és egy erősebb 88 mm-es löveggel akartak beleszerelni, ami a  99-es típusú légvédelmi löveg átalakításából készült el. Ez a löveg 820 m/s-ra tudta felgyorsítani a lövedéket és a német 88 mm-es Flak ágyúk képezték az alapját.  A Csi-Ri egy 37 mm-es 1-es típusú löveggel is fel volt szerelve, amit a páncéltest elejébe építettek be. A gyalogság ellen két 97-es típusú géppuska is beépítésre is került. Az egyik torony bal oldalába a másik a 37 mm-es löveg mellé került volna. A toronyra egy harmadikat is fel lehetett volna szerelni.
A Csi-Rit szintén a japán szigetek védelménél akarták használni és még páncélos hadosztályokat akartak létrehozni a típusra alapozva. Mivel a szövetségesek partraszállására nem került sor és csak egy félkész prototípus készült el ezek örökre tervek maradtak. Japán megszállása után az egyetlen prototípust az amerikaiak foglalták le. A további sorsa ismeretlen. Egyik elmélet szerint az Amerikában lévő Abeerdenbe akarták vinni azonban óceánba süllyedt miután a hajó, amin szállították felborult egy tájfun miatt. A másik elmélet szerint szétbontották és a fémet a koreai háborúban használták fel.

## Műszaki adatok

### Tulajdonságok
- Személyzet: 5 fő
- Hossz löveggel: 8,467 m
- Hossz: 7,30 m
- Szélesség: 3,05 m
- Magasság: 3,05 m
- Hasmagasság: 0,42 m
- Tömeg: 37 tonna
- Legyártott mennyiség: 1 darab

### Fegyverzet
- Elsődleges fegyverzet: 75 mm-es L/56 5-ös típusú löveg vagy 88 mm-es löveg
- Másodlagos fegyverzet: 2 darab 7,7 mm-es 97-es típusú géppuska
- Lőszer: 50 darab

### Páncélzat
- Frontpáncél: 75 mm
- Oldalpáncél: 50 mm
- Hátsó páncélzat: 50 mm
- Torony eleje: 75 mm
- Torony oldala: 50 mm
- Torony hátulja: 50 mm
- Torony teteje: 12 mm

### Mozgékonyság
- Motor: Kawasaki 98-as típusú vízhűtéses benzinmotor
- Teljesítmény: 550 lóerő
- Fajlagos teljesítmény: 14,9 lóerő/tonna
- Felfüggesztés: spirális
- Sebesség: 45 km/h
- Hatótávolság: 200 km

## Típusváltozatok

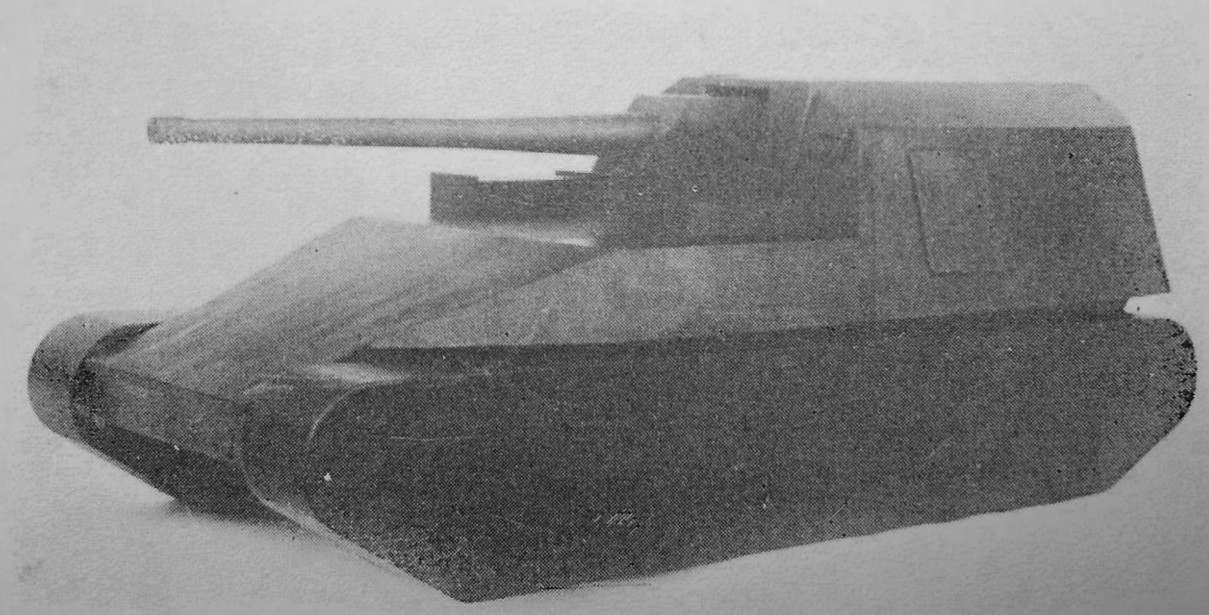
Ho-Ri I méretarányos modellje

Csi-Ri II: A Csi-Ri erősebb páncélzattal és 500 lóerős dízelmotorral ellátott verziója. Sosem készült el.
Ho-Ri I: 105 mm-es 1-es típusú löveggel felszerelt páncélvadász. A 37 mm-es löveget megtartották(bár a megépített méretarányos modellben nem volt 37mm-es löveg ) míg a tornyot elhagyták róla, hogy az ágyú elférjen rajta. Külsőleg a német Elefánt páncélosra hasonlított, de sosem építették meg. A típus megnevezése sem tisztázott. Egyes források 2-es típusúnak írják mások meg 5-ös típusúnak.
Hor-Ri II: Ugyan azt a löveget kapta volna mint az I-es változat, de itt a löveg előre került. Állítólag a Vadásztigrisről mintázták, de ez sem épült meg.

## Fordítás
- Ez a szócikk részben vagy egészben  a   Type_5_Chi-Ri című angol Wikipédia-szócikk fordításán alapul.  Az eredeti cikk szerkesztőit annak laptörténete sorolja fel. Ez a jelzés csupán a megfogalmazás eredetét és a szerzői jogokat jelzi, nem szolgál a cikkben szereplő információk forrásmegjelöléseként.